# Ingvar Lindberg
Karl Eskil Ingvar Lindberg (* 12. Juni 1911 in Eskilstuna; † 17. April 1970 ebenda) war ein schwedischer Eisschnellläufer.

## Werdegang
Lindberg, der für den Eskilstuna IK startete, errang im Jahr 1928 den neunten Platz bei der schwedischen Meisterschaft und den fünften Rang bei der schwedischen Juniorenmeisterschaft. Im folgenden Jahr wurde er schwedischer Juniorenmeister und Fünfter bei der schwedischen Meisterschaft. In der Saison 1929/30 kam er bei der Mehrkampf-Weltmeisterschaft 1930 in Oslo auf den 13. Platz und bei der Mehrkampf-Europameisterschaft 1930 in Trondheim auf den 12. Rang. Zudem siegte er erneut bei den schwedischen Juniorenmeisterschaften. Im folgenden Jahr wurde er zum dritten Mal in Folge schwedischer Juniorenmeister und erstmals schwedischer Meister. Außerdem errang er bei der Mehrkampf-Europameisterschaft 1931 in Stockholm den achten Platz. In der Saison 1931/32 lief er bei der Mehrkampf-Weltmeisterschaft in Lake Placid auf den neunten Platz und nahm bei den Olympischen Winterspielen 1932 in Lake Placid an drei Wettbewerbe teil, wo er bei allen Läufen in den Vorläufen ausschied. In der Saison 1932/33 wurde er schwedischer Meister und startete bei der Mehrkampf-Weltmeisterschaft in Oslo, beendete den Wettbewerb aber vorzeitig. In den folgenden Jahren kam er bei der schwedischen Meisterschaft 1935 und 1936 jeweils auf den vierten Platz sowie 1937 auf den siebten Rang.

## Persönliche Bestleistungen
| Disziplin | Zeit        | Datum            | Ort         |
| --------- | ----------- | ---------------- | ----------- |
| 500 m     | 46,1 s      | 19. Februar 1932 | Lake Placid |
| 1000 m    | 1:37,9 min  | 27. Februar 1933 | Eskilstuna  |
| 1500 m    | 2:28,7 min  | 8. Februar 1931  | Stockholm   |
| 5000 m    | 9:04,2 min  | 19. Februar 1932 | Lake Placid |
| 10000 m   | 18:41,9 min | 8. Februar 1931  | Stockholm   |